# Кадур
Каду́р (фр. Cadours, окс. Cadors) — коммуна во Франции, находится в регионе Юг — Пиренеи. Департамент — Верхняя Гаронна. Административный центр кантона Кадур. Округ коммуны — Тулуза.
Код INSEE коммуны — 31098.

## География
Коммуна расположена приблизительно в 580 км к югу от Парижа, в 35 км к северо-западу от Тулузы.
На юго-востоке коммуны протекает небольшая река Маргесто (фр. Marguestau), а на юго-западе — небольшая река Лорак (фр. Laurac).

## Климат
Климат умеренно-океанический. Зима мягкая и снежная, весна характеризуется сильными дождями и грозами, лето сухое и жаркое, осень солнечная. Преобладают сильные юго-восточные и северо-западные ветры.

## Население
Население коммуны на 2010 год составляло 1068 человек.
| 1962 | 1968 | 1975 | 1982 | 1990 | 1999 | 2010 |
| ---- | ---- | ---- | ---- | ---- | ---- | ---- |
| 687  | 737  | 776  | 687  | 694  | 694  | 1068 |

## Администрация
| Период | Период | Фамилия      | Партия                  | Примечания               |
| ------ | ------ | ------------ | ----------------------- | ------------------------ |
| 1977   | 2014   | Ален Жюлиан  | Социалистическая партия | член генерального совета |
| 2014   | 2020   | Дидье Лаффон |                         |                          |

## Экономика
В 2010 году среди 582 человек трудоспособного возраста (15—64 лет) 443 были экономически активными, 139 — неактивными (показатель активности — 76,1 %, в 1999 году было 72,5 %). Из 443 активных жителей работали 407 человек (217 мужчин и 190 женщин), безработных было 36 (15 мужчин и 21 женщина). Среди 139 неактивных 43 человека были учениками или студентами, 52 — пенсионерами, 44 были неактивными по другим причинам.

## Достопримечательности
- Церковь Рождества Пресвятой Богородицы
- Крытый рынок (XIX век). Исторический памятник с 2004 года[4]

## Фотогалерея

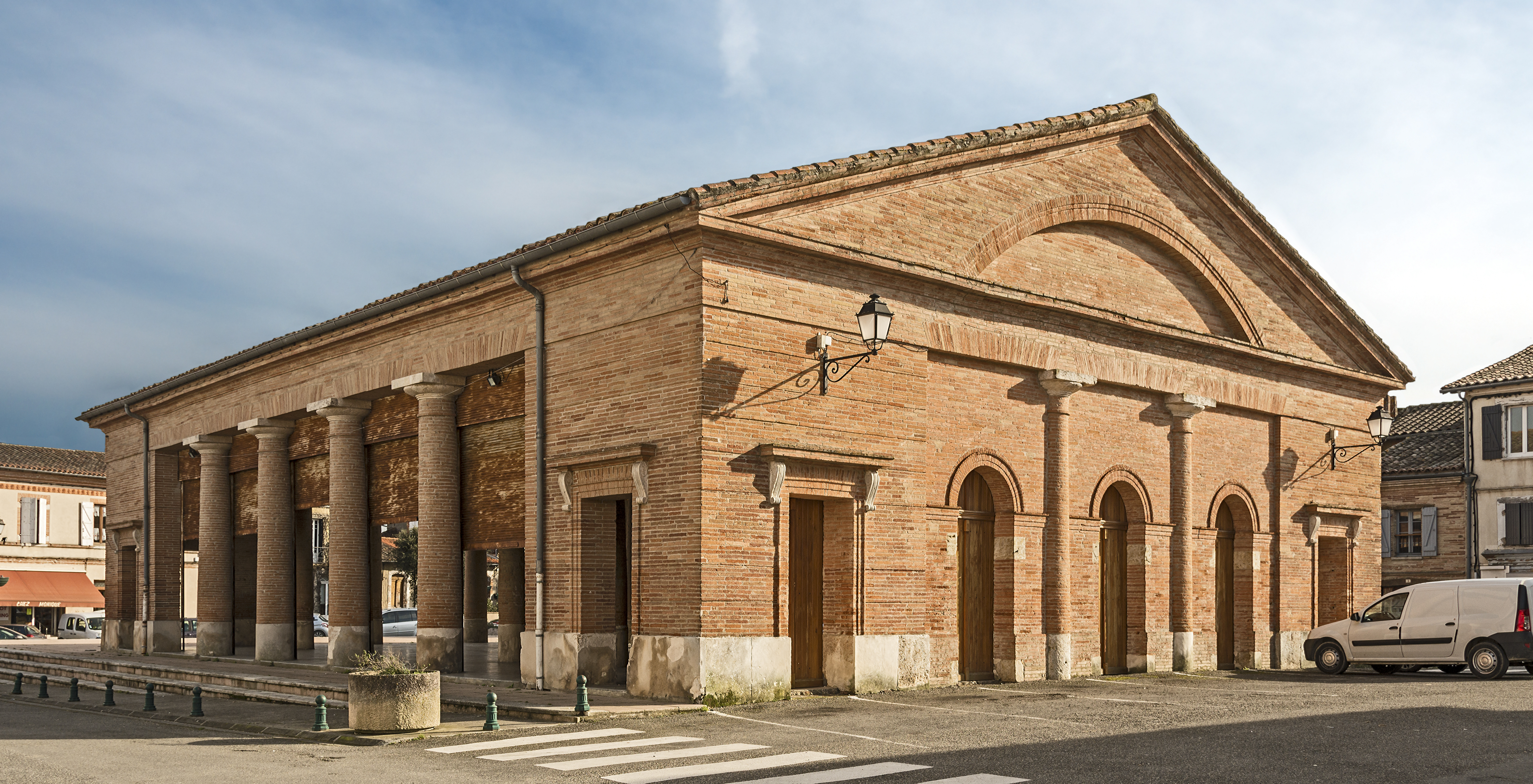
Крытый рынок
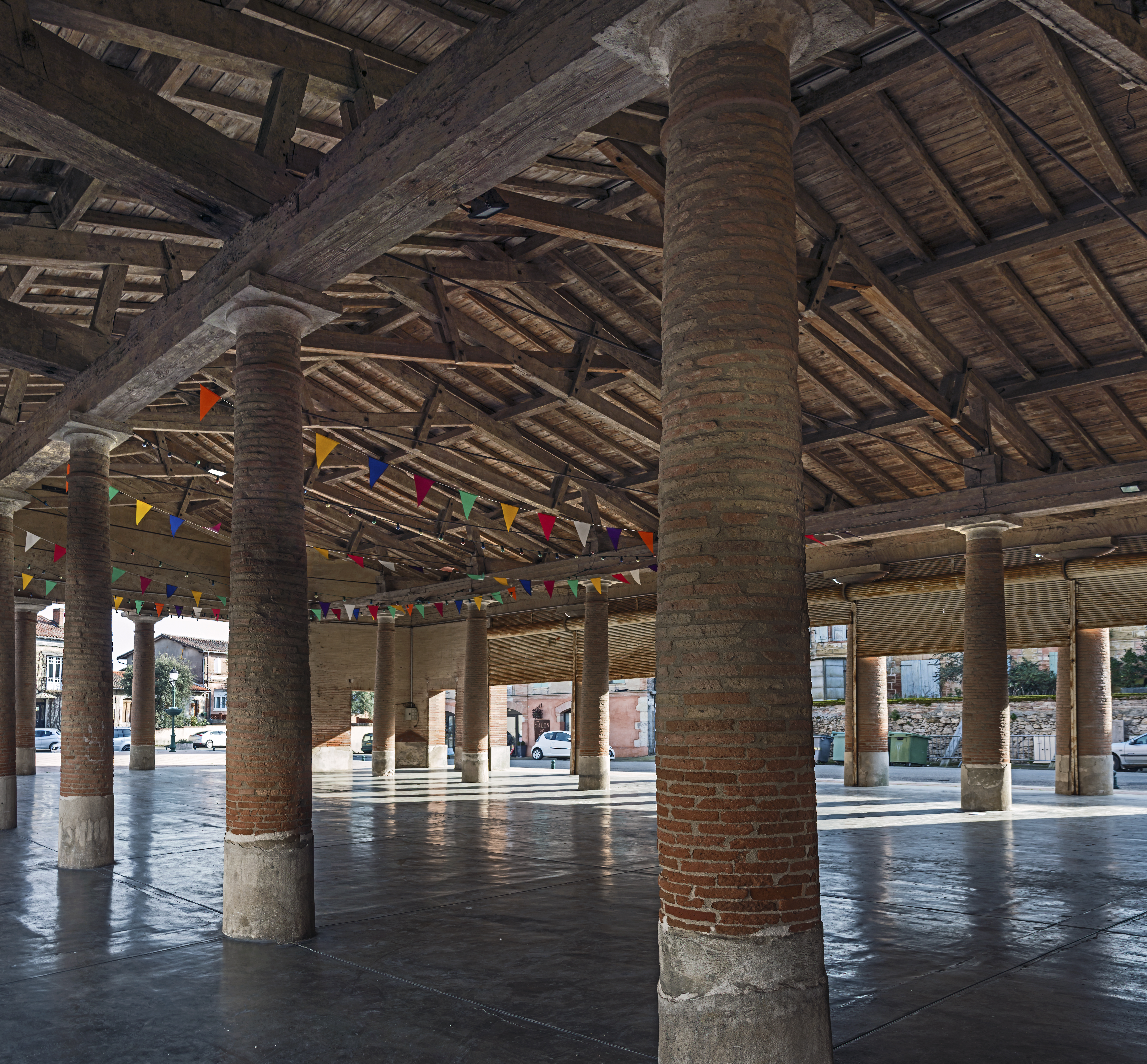
Внутри рынка зала
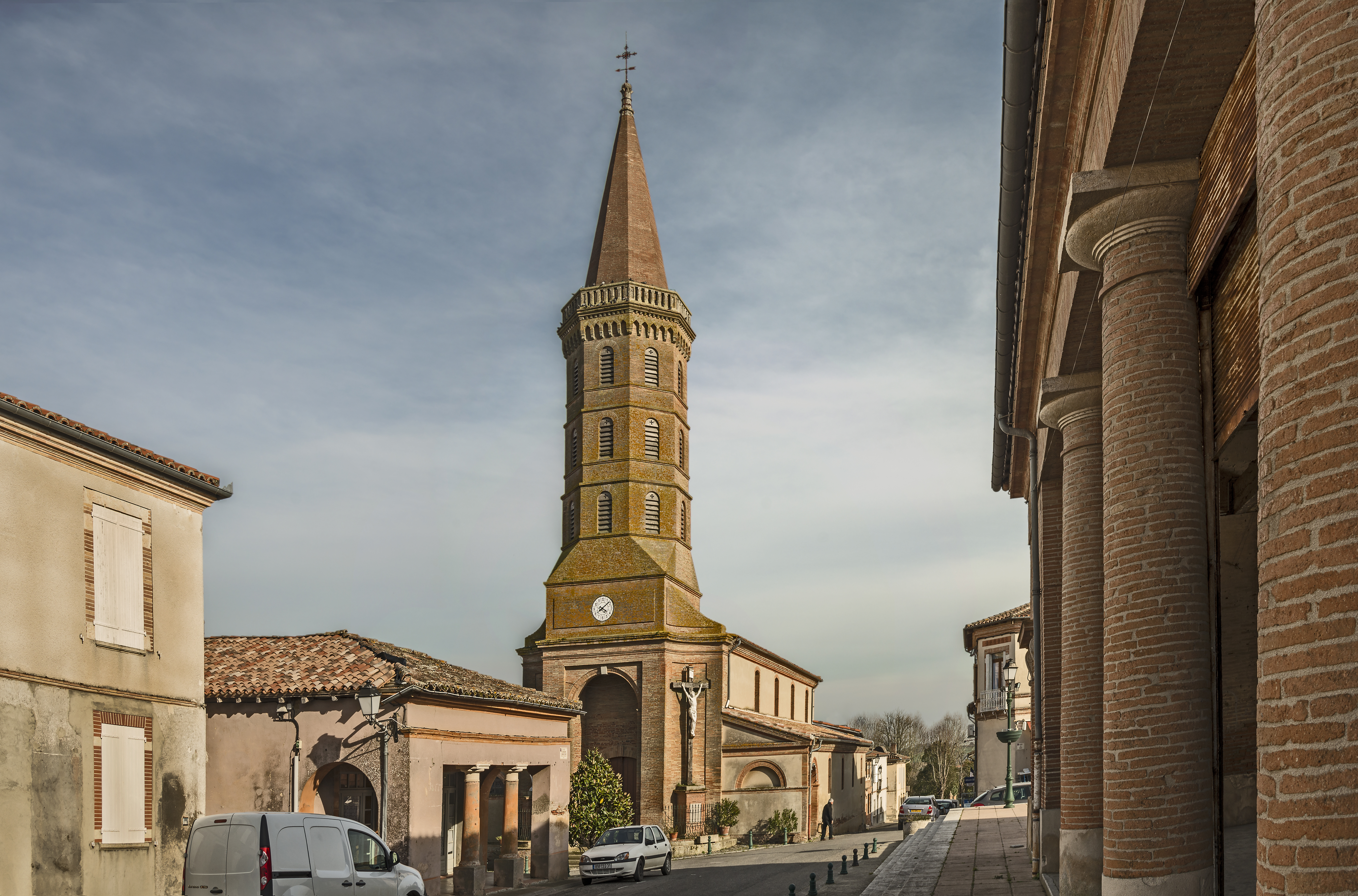
Храм
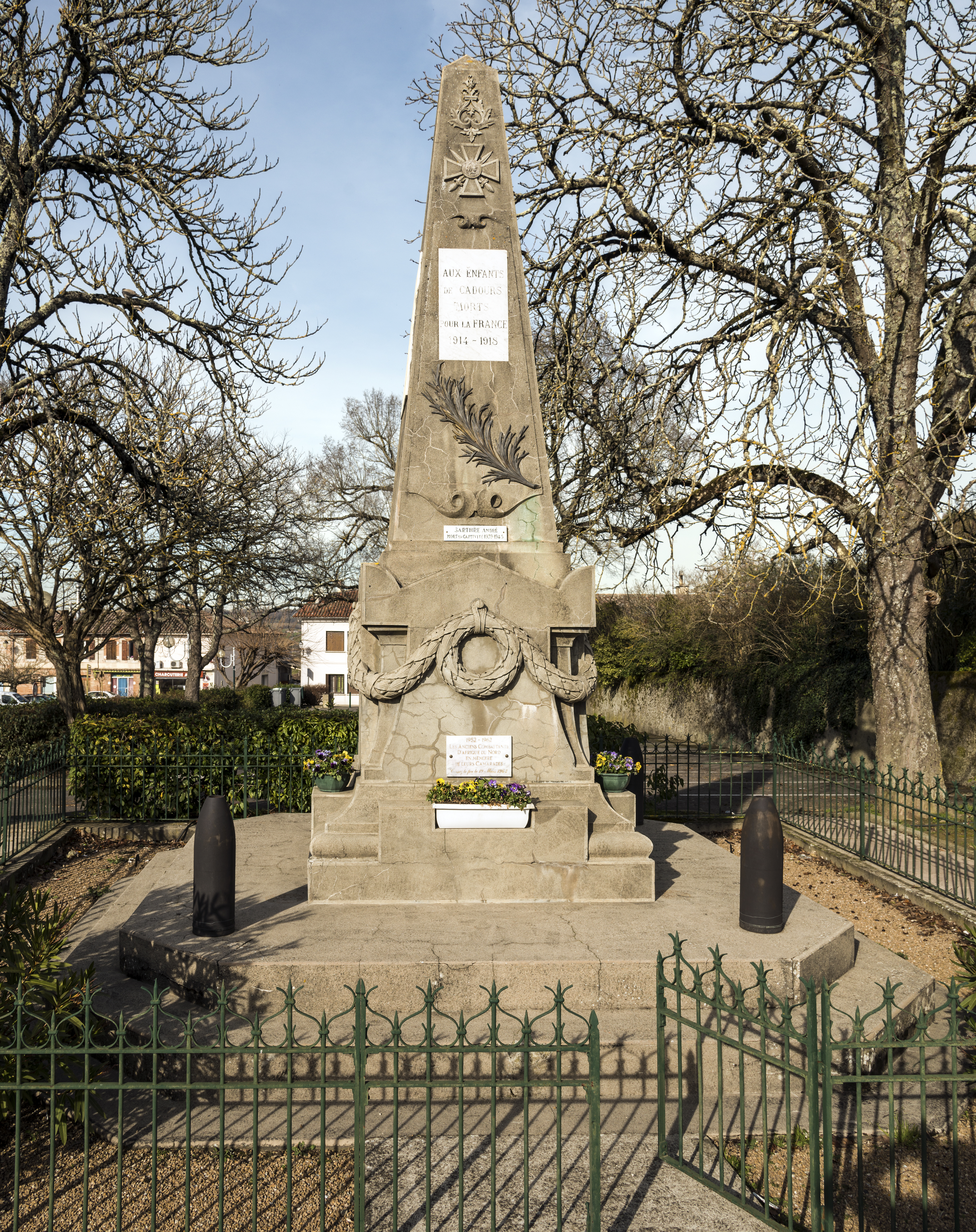
Военный мемориал
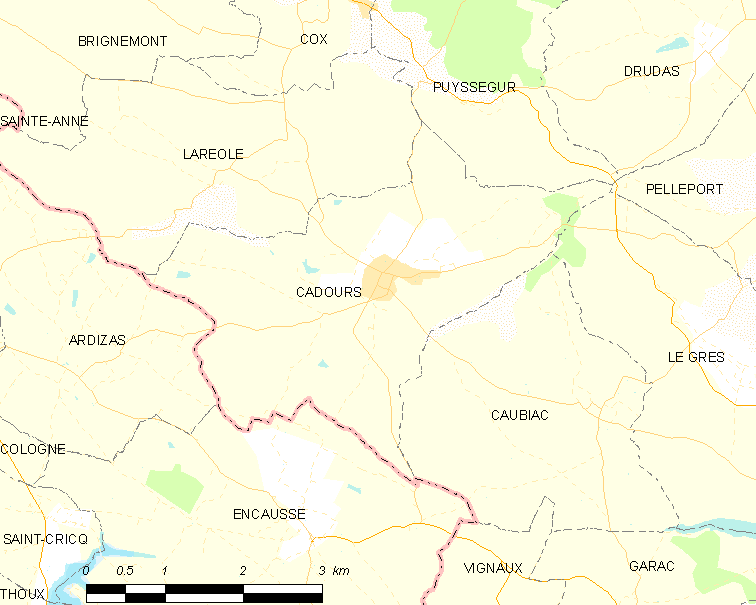
Карта коммуны